# Deon Prinsloo
Deon Christian Prinsloo (ur. 24 kwietnia 1974, zm. 26 lutego 2011) – południowoafrykański żużlowiec.

## Życiorys
Czterokrotny mistrz Republiki Południowej Afryki w jeździe na żużlu, reprezentant swojego kraju w meczach międzypaństwowych. Tytuł mistrza RPA w jeździe na żużlu Prinsloo zdobywał w latach 1994–1997. Był również zwycięzcą otwartych mistrzostw RPA, w roku 1993.
W latach 1990–1994 występował w rozgrywkach ligowych w Wielkiej Brytanii, gdzie reprezentował barwy klubów Wimbledon Dons, Exeter Falcons, Long Eaton Invaders i Peterborough Panthers.
W latach 1992–1996 reprezentował Republikę Południowej Afryki w meczach międzypaństwowych. Brał udział m.in. w:
- spotkaniach przeciwko drużynie międzynarodowej, złożonej z Anglików i Węgrów, rozegranych 3 i 17 stycznia 1992 roku w Germiston[6]
- czwórmeczu, rozegranym w tym samym miejscu 20 lutego 1993 roku, w którym rywalizowały drużyny Republiki Południowej Afryki A i Republiki Południowej Afryki B oraz reprezentacje Wielkiej Brytanii i Węgier[7]
- serii pięciu meczów sparingowych, rozegranych w październiku i listopadzie 1995 roku na torach w Brakpan, Nelspruit, Bloemfontein, Newcastle oraz Pietermaritzburg, w których Republika Południowej Afryki rywalizowała z Polską
- serii czterech oficjalnych meczów przeciwko Polsce, rozegranych w listopadzie 1996 roku w Brakpan, Klerksdorp i Kimberley[8].

26 lutego 2011 roku zginął w wypadku samochodowym w Republice Południowej Afryki. Miał żonę i dwóch synów.